# Bombus trifasciatus
Bombus trifasciatus (saknar svenskt namn) är en insekt i överfamiljen bin (Apoidea) och släktet humlor (Bombus) som lever i stora delar av Asien.

## Beskrivning
Bombus trifasciatus är en förhållandevis stor, långtungad humla. Drottningen är mellan 18 och 20 mm, arbetarna mellan 12 och 17 mm och hanarna mellan 15 och 18 mm. Humlans utseende är mycket växlande, speciellt med avseende på mellankroppens färgmönster. Den färgtyp som lever i Kashmir har svart huvud och mellankropp, de två främsta tergiterna klargula och resten av bakkroppen röd (med ett litet, gult parti i mitten av den tredje tergitens framkant). Dock kan mellankroppens sidor vara vita hos vissa arbetare.  Samma utseende har de individer som lever i sydvästra Kina. Individer från nordöstra Kina är dock gula på hela mellankroppen. I andra delar av Kina, bland annat i Sichuan-provinsens lågländer, har oftast mellankroppen breda gula band framtill och baktill, och endast mittpartiet är svart. I sydöstra Sichuan och vid gränsen mot Myanmar är mellankroppen däremot vanligtvis brunaktigt orange. Vissa arbetare kan vara påtagligt mörka, inte bara på mellankroppen utan även på bakkroppen. Blandformer mellan de olika typerna finns också.

## Ekologi
Arten samlar pollen och nektar från ett flertal blommande växter: Balsaminväxter, katalpaväxter, vindeväxter, kransblommiga växter som salvior, gurkväxter som pumpa, ärtväxter som lupiner samt korgblommiga växter som tistlar.

## Utbredning
Bombus trifasciatus finns i en stor del av Östasien från Malaysia (fastlandet), över Myanmar, Thailand, Vietnam, Laos till Himalaya och stora delar av Kina inklusive Tibet och Taiwan.

## Taxonomi
Vissa forskare anser att arten bör delas upp i två morfologiska arter: Grundarten (det vill säga Bombus trifasciatus), som lever i norra och östra delarna av utbredningsområdet, och Bombus montivagus i sydväst. Skillnaderna mellan de två föreslagna arterna har dock inget med några av de många färgvarieteterna att göra, utan grundar sig på subtilare detaljer, som pälsens täthet på huvudet och penis form hos hanarna.